# Custodia Romero

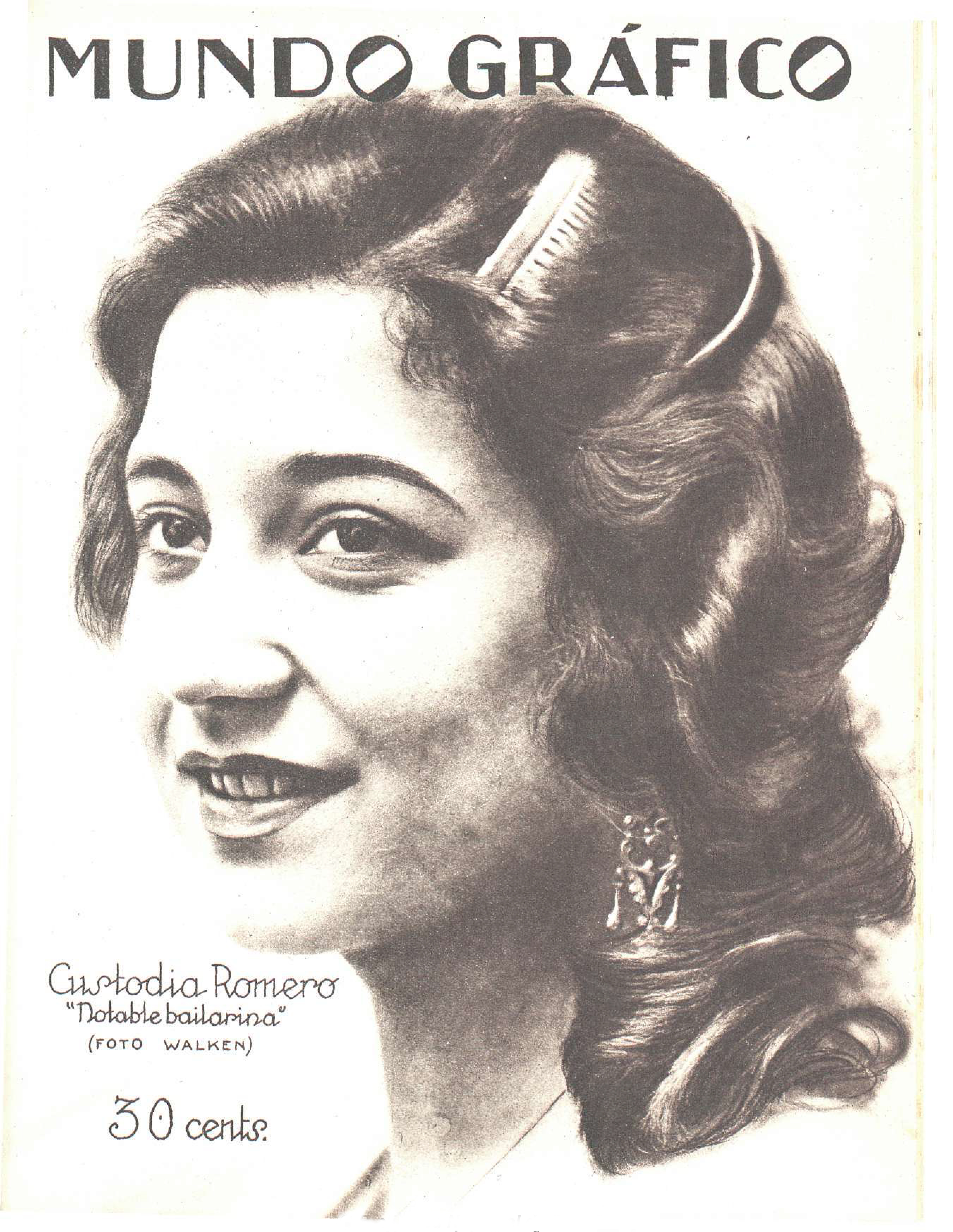
Custodia Romero fotografiada hacia 1925

Custodia Cortés Romero, conocida artísticamente como La Venus de bronce (La Carolina, 1905-La Carolina, 7 de marzo de 1974), fue una bailarina flamenca y actriz española.

## Biografía
Nacida en 1905 en la localidad jienense de La Carolina, era miembro de una familia gitana y desde muy pequeña destacó por su baile. Integrada en un grupo flamenco actuó en París, con trece años, alcanzando un gran éxito. Su triunfo en Francia la llevó a recorrer todo el mundo, grabó un disco en Nueva York. Sus farrucas, zambras, y alegrías interpretadas con estilo gitano, fueron aplaudidas mundialmente. Falleció en su localidad natal el 6 o 7 de marzo de 1974.

## Filmografía[3]
- La medalla del torero  (1925) de José Buchs.
- Isabel de Solís, reina de Granada (1931) de José Buchs.